# 원피스: 저주받은 성검
원피스 - 저주받은 성검(ONE PIECE 呪われた聖剣)은 원피스의 극장판 시리즈의 다섯번째 작품이다. 2004년에 개봉하였다.
대한민국에는 ㈜토트엔터테인먼트가 도에이 애니메이션과 계약을 체결하여 작품을 수입하였고, 극장 개봉 또는 DVD 출시를 계획하였으나 성사되지 못하였다. 이후 케이블 TV 채널 투니버스가 현지화를 진행한 한국어 더빙으로 방영하였다. 그리고 현재 2014년에는 애니맥스에서 엔딩까지 넣었으며 방영하고 있다.

## 원피스 본편 스토리와의 연관성과 흐름
말 그대로 극장판이기 때문에 스토리와 연관을 지을 필요는 없지만 시기적으로 보면 알라바스타 왕국 스토리 이후 그리고 모크 타운 도착 전 시점으로 보인다.

## 한국어 더빙 제작진
목소리 출연
- 강수진 - 루피 役
- 정미숙 - 나미 役
- 김승준 - 조로 役
- 김소형 - 우솝 役
- 박성태 - 상디 役
- 소연 - 로빈 役
- 박영남 - 쵸파 役
- 김국진 - 어른 쵸파 役
- 신용우 - 사가 役
- 김영은 - 마야 役
- 김율 - 할머니 役
- 박만영 - 라코스 役
- 강호철 - 토마 役
- 김정은 - 비스마르크 役
- 손종환 - 부콘 役
- 소정환 - 지휘관 役
- 선호제 - 가게 주인 役
- 박리나 - 어린 사가 役
- 김새해 - 어린 조로 役
- 정혜원 - 아기 役

우리말 제작
- 화면수정 : 서선지
- 번역 : 권이강
- 녹음&믹싱 : 조일오
- 종합편집 : 이지혜
- 연출 : 신길주
- 우리말 제작 : 투니버스